# Quercus ajoensis
Espèce

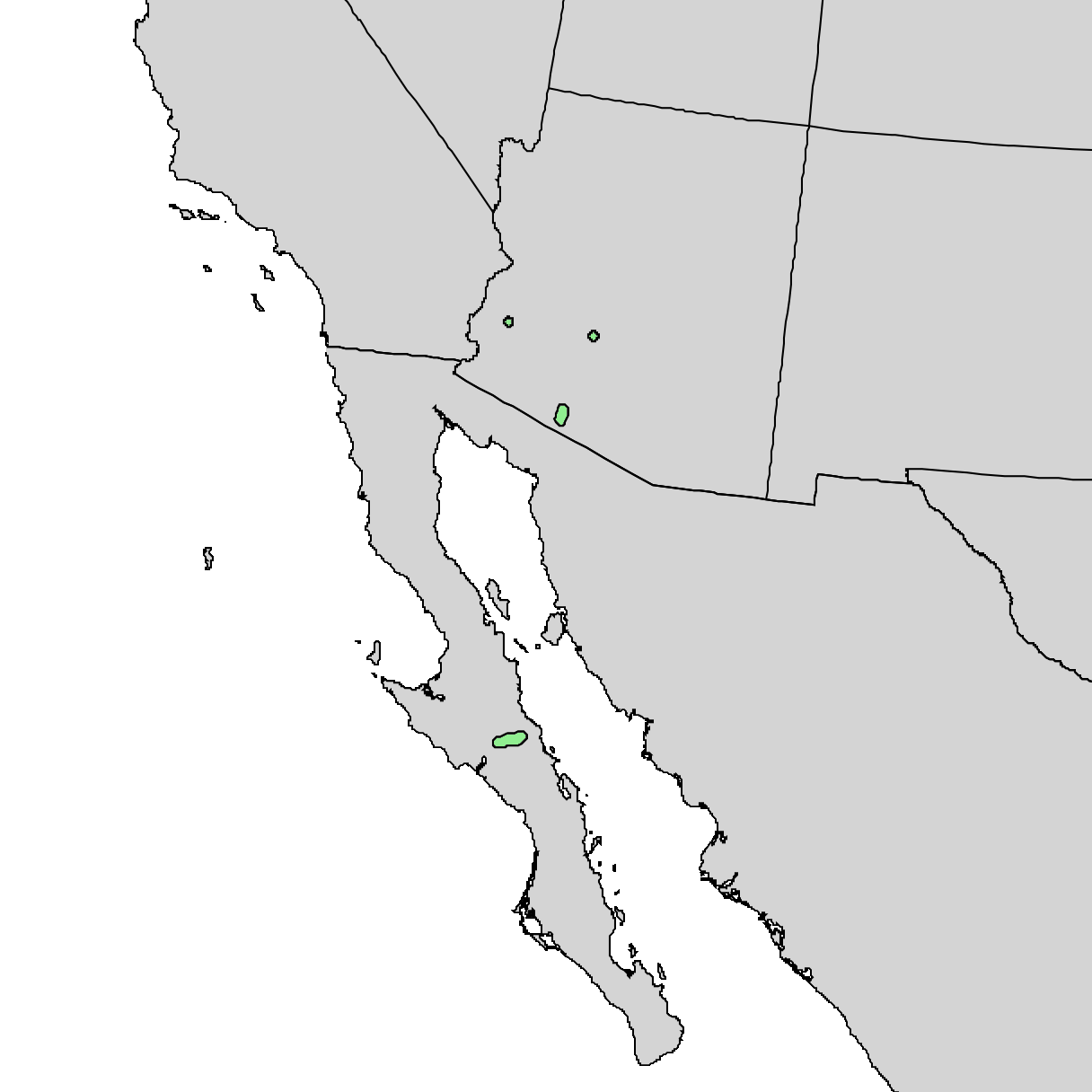
Distribution.

Quercus ajoensis est une espèce d'arbres du sous-genre Quercus et de la section Quercus. L'espèce est présente au Mexique et aux États-Unis.